# Astracantha caspica
Astracantha caspica är en ärtväxtart som först beskrevs av Friedrich August Marschall von Bieberstein, och fick sitt nu gällande namn av Dieter Podlech. Astracantha caspica ingår i släktet Astracantha och familjen ärtväxter. Inga underarter finns listade i Catalogue of Life.